# Uniscyphus fragilis
Uniscyphus fragilis is een hydroïdpoliep uit de familie Thyroscyphidae. De poliep komt uit het geslacht Uniscyphus. Uniscyphus fragilis werd in 1977 voor het eerst wetenschappelijk beschreven door Millard. 